# 1990-es önkormányzati választások Nagyatádon
A 1990-es helyi önkormányzati választásokat szeptember 30-án és október 14-én bonyolították le. A rendszerváltás folyamatában ekkor került sor a korábbi tanácsrendszer megszüntetésére, és új, szabadon választott önkormányzatok létrehozására.
Nagyatád városában a szavazásra jogosultak kevesebb mint harmada, alig háromezer ember ment el szavazni. A szavazók tizenkilenc képviselőt választhattak meg.
A választás kiegyenlített eredményeket hozott. Az MSZP öt, az MDF és a KDNP négy-négy képviselőt küldhetett a városházára. Ugyancsak négy szervezet nélküli (független) jelölt nyerte el a szavazók többségének bizalmát. Bejutott még a képviselő-testületbe az SZDSZ és az FKGP egy-egy jelöltje is.
A képviselő-testület alakuló ülésén Varga Vincét (MDF) választották meg polgármesterré.

## Előzmények
A rendszerváltást megelőző utolsó választásokat 1985 júniusában tartottak. A "korlátozott" szabadságfokú választáson Nagyatádon 45 egyéni körzeti képviselőt választottak meg. A tanács alakuló ülésére június 20-án került sor. Ezen az ülésen újra tanácselnökké választották a '70-es évek eleje óta hivatalban lévő Hamvas Jánost. A tanács elnökhelyettese Uitz Ferencné, a tizenegyfős Végrehajtó Bizottság titkára pedig Hoffmanné dr. Németh Ildikó lett. 1989 őszén Hamvas János nyugdíjba vonult.
Az új választások előzményeként, már az 1990-es tavaszi országgyűlési választások után, a nyár közepén az MDF, az SZDSZ, az FKGP és a Szociáldemokrata Párt városi szervezetei közös felhívásban követelték a városi tanácstagok lemondását.

## A választás rendszere
A tanácsrendszerről az új önkormányzati rendszerre való áttérésről szóló törvényeket 1990 augusztusának elején fogadta el az országgyűlés. A törvények értelmében a települések legfőbb döntéshozó szerve a képviselő-testület (a korábbi tanács helyett), a település elsőszámú vezetője pedig a polgármester lett (a korábbi tanácselnök helyébe lépve.)
Az új választási rendszer szerint a 10 ezer főnél népesebb településeken a polgárok csak a képviselőkre adhatták le a szavazataikat, a polgármester megválasztása a képviselő-testület hatáskörébe tartozott.
A képviselők száma a lakosság számához igazodott. Nagyatádnak ebben az évben 15 ezer lakója volt, ezek alapján 19 fős képviselő-testületet alakíthatott meg. A képviselőket úgynevezett kétszavazatos rendszerben választották. A tizenkilencből 10-et egyéni választókerületekben, 9-et pedig listán választhattak meg a választópolgárok.
Egyéni jelölt állításához a választókerületi polgárok 1%-ának az ajánlására volt szükség. Listát az a szervezet indíthatott, amelyik legalább két egyéni jelöltet állított.
Ha az első fordulóban a részvétel nem érte el a 40%-ot, akkor második fordulót kellett tartani. Az egyéni választókerületekben az érvényességen túl arra is szükség volt, hogy a legtöbb szavazatot kapó jelölt a szavazatok legalább egynegyedével bírjon – ennek hiányában szintén második fordulót kellett tartani. A második fordulóban nem voltak sem érvényességi, sem eredményességi feltételek.

## Részvétel
| ✗ | ✗ | ✗ | ✗ | ✗ | ✓ | ✗ | ✗ | ✗ | ✗ |

| ✓ | ✓ | ✓ | ✓ | ✓ | – | ✓ | ✓ | ✓ | ✓ |

A választások első fordulóját szeptember 30-án, a másodikat október 14-én bonyolították le. Az alacsony részvétel miatt a választás lényegében a második fordulóban dőlt el.
Az első fordulóban a több mint 10 ezer választásra jogosult polgárból alig 3 ezren mentek el szavazni (29%), ez pedig messze alatta maradt a 40%-os érvényességi küszöbnek. A tíz darab egyéni választókerületből csak egyben született érvényes eredmény, kilencben a második fordulóra maradt a döntés. S ugyancsak az október közepi fordulóra maradt a listás szavazatok elosztásának a kérdése.
A második fordulóban az elsőhöz képest közel kétszázzal több polgár ment el szavazni, ez 30%-os részvételi aránynak felelt meg.

## Eredmény
| Szervezet                        | Szervezet                                | Egyéni képviselő | Listás   | Listás   | Listás    |   | Képviselő összesen | Képviselő összesen |
| Szervezet                        | Szervezet                                | Egyéni képviselő | szavazat | szavazat | képviselő |   | Képviselő összesen | Képviselő összesen |
| -------------------------------- | ---------------------------------------- | ---------------- | -------- | -------- | --------- | - | ------------------ | ------------------ |
|                                  | MSZP                                     | 2                | 1 006    | 36,2%    | 3         |   | 5                  | 26,3%              |
|                                  | MDF                                      | 2                | 596      | 21,4%    | 2         | 4 | 21,1%              |                    |
|                                  | KDNP                                     | 2                | 527      | 19,0%    | 2         | 4 | 21,1%              |                    |
|                                  | SZDSZ                                    | 0                | 379      | 13,6%    | 1         | 1 | 5,3%               |                    |
|                                  | FKGP                                     | 0                | 271      | 9,8%     | 1         | 1 | 5,3%               |                    |
|                                  |                                          |                  |          |          |           |   |                    |                    |
|                                  | szervezet nélküli (független) képviselők | 4                | –        |          | –         |   | 4                  | 21,1%              |
| Összesen                         | Összesen                                 | 10               | 2 779    |          | 9         |   | 19                 |                    |
| \| 5 \| 4 \| 4 \| 1 \| 1 \| 4 \| |                                          |                  |          |          |           |   |                    |                    |
| 5                                | 4                                        | 4                | 1        | 1        | 4         |   |                    |                    |

A választások kiegyenlített eredményt hoztak: az MSZP öt, míg az MDF és a KDNP négy-négy képviselői helyhez jutott. Rajtuk kívül még az SZDSZ és az FKGP egy-egy, továbbá négy, szervezet nélküli, független képviselő került be a városházára.
Az egyéni választókerületekben tíz képviselőt választottak meg. Ezek közül hat pártok jelöltje, négy pedig szervezet nélküli, független jelölt volt. A hat pártjelölt közül kettő az MSZP, kettő az MDF és kettő a KDNP színeiben indult.
A listás voksolás élén bő ezer szavazattal az MSZP végzett (36%), ami három képviselői helyet eredményezett. A második helyet, közel hatszáz vokssal az MDF szerezte meg (21%). Szorosan mögöttük a KDNP következett (19%). Mindkét párt két-két képviselői székhez jutott. Egy-egy jelöltje jutott még be a városházára a szabad demokratáknak (14%) és a kisgazdáknak (10%).
| Listás szavazatok                                                              |                   |                   |                   |                   |                       |                       |
| érvényes szavazat                                                              | érvényes szavazat | érvényes szavazat | érvényes szavazat | érvényes szavazat | ↓ érvénytelen + egyéb | ↓ érvénytelen + egyéb |
|                                                                                |                   |                   |                   |                   |                       |                       |
|                                                                                |                   |                   |                   |                   |                       | távolmaradó           |
| Képviselő-testület                                                             |                   |                   |                   |                   |                       |                       |
| \| 5 \| 4 \| 4 \| 1 \| 1 \| 4 \| \| (egyéni + listás helyek) \| \| \| \| \| \| |                   |                   |                   |                   |                       |                       |
| 5                                                                              | 4                 | 4                 | 1                 | 1                 | 4                     |                       |
| (egyéni + listás helyek)                                                       |                   |                   |                   |                   |                       |                       |

| 5                        | 4 | 4 | 1 | 1 | 4 |
| (egyéni + listás helyek) |   |   |   |   |   |

## A megválasztott önkormányzat
| A megválasztott képviselők | A megválasztott képviselők | A megválasztott képviselők |
| Képviselő                  | Szerv.                     | Szerv.                     |
| -------------------------- | -------------------------- | -------------------------- |
| Büttnerné Bódi Ágnes       |                            | KDNP                       |
| Dán József                 |                            | –                          |
| Egyed Árpád                |                            | MSZP                       |
| Gara István                |                            | KDNP                       |
| dr. Gelencsér György       |                            | MDF                        |
| dr. Herr Gyula             |                            | MSZP                       |
| dr. Horváth Ferenc         |                            | –                          |
| Hubay Sándor               |                            | –                          |
| dr. Jaklovics Ferenc       |                            | MSZP                       |
| Kovács Géza                |                            | KDNP                       |
| Lőczi János                |                            | MDF                        |
| Magyar Károly              |                            | –                          |
| Magyar Vince               |                            | MSZP                       |
| Mónos József               |                            | MSZP                       |
| Nagybocskai Tamás          |                            | MDF                        |
| dr. Seffer Tibor           |                            | SZDSZ                      |
| Simon István               |                            | FKGP                       |
| Varga Vince                |                            | MDF                        |
| dr. Verkman Simon          |                            | KDNP                       |
|                            |                            |                            |

| Képviselő-testület                       | Képviselő-testület | Képviselő-testület | Képviselő-testület | Képviselő-testület | Képviselő-testület | Képviselő-testület | Képviselő-testület | Képviselő-testület |
| ---------------------------------------- | ------------------ | ------------------ | ------------------ | ------------------ | ------------------ | ------------------ | ------------------ | ------------------ |
| Szervezet                                | Képviselő          | Képviselő          | Képviselő          | Képviselő          | Képviselő          | Képviselő          | Képviselő          | Képviselő          |
| MSZP                                     |                    |                    |                    |                    |                    |                    | 5                  | 26,3%              |
| MDF                                      |                    |                    |                    |                    |                    |                    | 4                  | 21,1%              |
| KDNP                                     |                    |                    |                    |                    |                    |                    | 4                  | 21,1%              |
| SZDSZ                                    |                    |                    |                    |                    |                    |                    | 1                  | 5,3%               |
| FKGP                                     |                    |                    |                    |                    |                    |                    | 1                  | 5,3%               |
| szervezet nélküli (független) képviselők |                    |                    |                    |                    |                    |                    | 4                  | 21,1%              |
| Összesen                                 |                    |                    |                    |                    |                    |                    | 19                 |                    |
| \| 5 \| 4 \| 4 \| 1 \| 1 \| 4 \|         |                    |                    |                    |                    |                    |                    |                    |                    |
|                                          |                    |                    |                    |                    |                    |                    |                    |                    |
| Polgármester                             |                    |                    |                    |                    |                    |                    |                    |                    |
| Varga Vince                              |                    | MDF                | MDF                | MDF                | MDF                | MDF                | MDF                | MDF                |
| Alpolgármester                           |                    |                    |                    |                    |                    |                    |                    |                    |
| Magyar Vince                             |                    | MSZP               | MSZP               | MSZP               | MSZP               | MSZP               | MSZP               | MSZP               |
|                                          |                    |                    |                    |                    |                    |                    |                    |                    |
| 5                                        | 4                  | 4                  | 1                  | 1                  | 4                  |                    |                    |                    |

A képviselő-testület alakuló ülésére október 29-én került sor. Ezen az ülésen választották meg a város vezetőit.
A polgármesteri posztért két jelölt versengett: Hubay Sándor városi főépítész, aki szervezeti támogatás nélkül, függetlenként került be a testületbe, és Varga Vince, aki szintén pártonkívüli volt, de az MDF színeiben nyert egyéni választókerületi megbízatást. Őt támogatták a kereszténydemokraták és a kisgazdák is, míg az MSZP Hubay mellett tette le a voksát.
A titkos szavazást végül Varga Vince nyerte meg 11 szavazattal. (Hubay Sándor 8 voksot kapott.)
Alpolgármesternek egyhangúlag Magyar Vincét, a Danuvia gépgyár igazgatóját, az MSZP jelöltjét választották meg.
Az ülésen megválasztották még a megyei közgyűlési küldötteket is, akik közül december közepén Varga Vincét a megyei közgyűlés képviselői közé is beválasztottak.